# Olivier Perez
Olivier Perez (* 21. November 1978 in Genf) ist ein Schweizer Schauspieler.

## Leben
Olivier Perez besuchte die International School of Geneva ehe er seine Schauspielkarriere begann. Sein Filmdebüt gab er 2002 als Leo Ostrowzki in La Guerre à Paris. 2004 konnte Perez für sein Mitwirken in dem Film Stranger than Jim Morrison eine Auszeichnung als bester Darsteller am New York International Independent Film & Video Festival gewinnen. Des Weiteren spielte er Nebenrollen in Brüderliebe von Regisseur Gaël Morel und in Verso von Xavier Ruiz.

## Filmografie
- 2002: La Guerre à Paris
- 2003: Une fille d’enfer (Fernsehfilm)
- 2004: Stranger than Jim Morrison
- 2004: Brüderliebe
- 2005: Parlez-Moi d’Amour (Fernsehfilm)
- 2006: Les Amants de la Dent Blanche (Fernsehfilm)
- 2007: Voltaire und die Affäre Calas (Fernsehfilm)
- 2009: Verso